# Metropolia Vitória da Conquista
Metropolia Vitória da Conquista – metropolia Kościoła rzymskokatolickiego w Brazylii. Składa się z metropolitalnej archidiecezji Vitória da Conquista i czterech diecezji. Została erygowana 16 stycznia 2002 konstytucją apostolską Sacrorum Antistites papieża Jana Pawła II. Od 2025 godność arcybiskupa metropolity sprawuje abp Vítor Agnaldo de Menezes.
W skład metropolii wchodzą:
- archidiecezja Vitória da Conquista
  - Diecezja Bom Jesus da Lapa
  - Diecezja Caetité
  - Diecezja Jequié
  - Diecezja Livramento de Nossa Senhora

Prowincja kościelna Vitória da Conquista wraz z metropoliami Aracaju, Feira de Santana i São Salvador da Bahia tworzą region kościelny Nordeste III, zwany też regionem Bahia i Sergipe.

## Metropolici
- Geraldo Lyrio Rocha (2002 – 2007)
- Luis Gonzaga Silva Pepeu (2008 – 2019)
- Josafá Menezes da Silva (2019 – 2024)
- Vítor Agnaldo de Menezes (od 2025)